# Czujnik z AFP

Schemat czujnika z AFP

Czujnik z AFP – czujnik (sensor) z akustyczną falą powierzchniową - układ akustoelektroniczny bazujący na zjawisku zmiany prędkości akustycznej fali powierzchniowej pod wpływem zewnętrznego bodźca podlegającego detekcji. Zmiana prędkości AFP mierzona jest najczęściej pośrednio, poprzez pomiar zmiany częstotliwości oscylatora z pętlą dodatniego sprzężenia zwrotnego zamkniętą za pomocą układu z AFP (jest to najczęściej linia opóźniająca bądź  rezonator). Mianem czujnika z AFP określa się zwykle cały układ takiego oscylatora. 
Często w celu zwiększenia wpływu bodźca na prędkość AFP, na tor propagacji tej fali  nakłada się odpowiednio dobraną warstwę pośredniczącą (ew. kilka warstw) podnoszącą, często radykalnie, czułość układu. W takim przypadku prędkość AFP zmienia się pod wpływem wywołanych bodźcem zmian parametrów elektrycznych lub mechanicznych tej warstwy (przewodności, przenikalności elektrycznej, gęstości, grubości, lepkości, sprężystości itd.).
Do bodźców wykrywanych przez czujniki z AFP zaliczyć można zmiany różnej natury sił mechanicznych, natężenia promieniowania elektromagnetycznego, stężenia cząstek różnych substancji w gazach i cieczach i in.
Czujniki z AFP charakteryzują się wysoką czułością i niezawodnością. Z racji swej budowy, a w szczególności faktu wykorzystywania zjawiska piezoelektrycznego mogą one stanowić podstawę konstrukcji tzw. materiałów inteligentnych.